# Liste der denkmalgeschützten Objekte in Hohenzell (Oberösterreich)
Die Liste der denkmalgeschützten Objekte in Hohenzell enthält die denkmalgeschützten, unbeweglichen Objekte der oberösterreichischen Gemeinde Hohenzell im Bezirk Ried im Innkreis.

## Denkmäler
| Foto |                 | Denkmal                                                                         | Standort                                     | Beschreibung | Metadaten |
| ---- | --------------- | ------------------------------------------------------------------------------- | -------------------------------------------- | --- | --- |
| ja   | Datei hochladen | (Getreide)Kasten, Heimatmuseum HERIS-ID: 79704 Objekt-ID: 93400                 | Am Pfarrhof 4 Standort KG: Hohenzell         | | BDA-Hist.: Q38171840 Status: § 2a Stand der BDA-Liste: 2025-06-30 Name: (Getreide)Kasten, Heimatmuseum GstNr.: 31/2                                                                |
| ja   | Datei hochladen | Kath. Pfarrkirche hl. Michael und Friedhof HERIS-ID: 52190 Objekt-ID: 58612     | Hofmark 15, gegenüber Standort KG: Hohenzell | Die Pfarrkirche Hl. Michael wird 1283 erstmals urkundlich erwähnt. Die gotische weite Halle wurde im 16. Jahrhundert erweitert. Das Langhaus ist einschiffig und dreijochig, der dreijochige Chor ist mit 3/8 Schluss ausgeführt. Die Errichtung der Kanzel erfolgte 1720. Der Hochaltar wird auf das Jahr 1772 datiert, dessen Statuen fertigte Johann Peter Schwanthaler d. Ä. an. Die Kreuzigungsgruppe stammt aus dem Jahr 1753 und ist mit F.S. (Franz Mathias Schwanthaler) bezeichnet. Der Turm im südlichen Chorwinkel ist mit neuer Zwiebel und Laterne ausgestattet. | BDA-Hist.: Q21552753 Status: § 2a Stand der BDA-Liste: 2025-06-30 Name: Kath. Pfarrkirche hl. Michael und Friedhof GstNr.: .8, 5/3 Saint Michael Church (Hohenzell, Upper Austria) |
| ja   | Datei hochladen | Pfarrhof, Kaplanstöckl, Volkskundliches Museum HERIS-ID: 79696 Objekt-ID: 93391 | Am Pfarrhof 4 Standort KG: Hohenzell         | | BDA-Hist.: Q38171797 Status: § 2a Stand der BDA-Liste: 2025-06-30 Name: Pfarrhof, Kaplanstöckl, Volkskundliches Museum GstNr.: 31/2 Pfarrhof Hohenzell, Upper Austria              |